# Chiavenna (torrente)
Il Chiavenna (in dialetto piacentino: la Ciavëna, in latino Clena) è un torrente lungo 52 km, affluente di destra del Po, che scorre completamente in provincia di Piacenza.

## Percorso
La sorgente del Chiavenna si trova sulle pendici nord-orientali del monte Taverne, ad un'altitudine di 806 m s.l.m., all'interno del territorio comunale di Lugagnano Val d'Arda. Dopo la fonte, il torrente compie un percorso montano di poco meno di 15 km, formando l'omonima valle nel quale prosegue orientato verso nord-est, dando il nome alla frazione lugagnanese di Chiavenna Rocchetta e proseguendo fino a Vigolo Marchese, frazione del comune di Castell'Arquato, dove inizia a scorrere nella pianura Padana. Nel tratto vallivo sono presenti molte formazioni calanchive, all'interno delle quali sono stati rinvenuti fossili databili tra 3,5 e 1,7 milioni di anni fa, risalenti al periodo geologico del Piacenziano.
Superato l'abitato di Vigolo Marchese, il Chiavenna scorre verso nord fino a Fontana Fredda, frazione del comune di Cadeo, dove piega in direzione ovest scorrendo parallelamente al tracciato della via Emilia per circa 4 km fino a Roveleto dove riceve da sinistra le acque del Chero, suo principale affluente, caratterizzato da un bacino idrografico di dimensioni paragonabili a quello del Chiavenna. Dopo la foce del Chero, il corso piega di nuovo verso nord, venendo superato dalla via Emilia e, poi, lambendo Chiavenna Landi, frazione del comune di Cortemaggiore il cui toponimo deriva direttamente dalla presenza del torrente. Circa 1 km a sud di Caorso, in località Ronchi, riceve le acque del Riglio, altro affluente di sinistra, anch'esso caratterizzato da un bacino idrografico di dimensioni paragonabili. Nel tratto tra Chiavenna Landi e la zona immediatamente precedente alla foce del Riglio, la corrente naturale del Chiavenna diminuisce gradualmente fino ad azzerarsi completamente. Durante questo tratto il corso del fiume è sostanzialmente monocursale, con l'alternanza di tratti rettilinei e meandriformi.
Dopo aver ricevuto le acque del Riglio, il Chiavenna attraversa il centro di Caorso; a causa della presenza di uno sbarramento lungo il corso del fiume Po presso Isola Serafini, il tratto del corso del torrente dalla foce fino alla località Colombarola, posta 3,5 km a sud di Caorso, è interessato dal fenomeno del reflusso delle acque del Po, che risalgono il corso del Chiavenna per un totale 10,5 km. Il fenomeno implica anche che la quantità di acqua presente in questo tratto sia nettamente superiore a quella nel tratto precedente: la profondità media del Chiavenna a Caorso si aggira sui 2,5 m, mentre a Chiavenna Landi solitamente non supera i 30 cm. Oltrepassato Caorso, il Chiavenna prosegue il suo corso per 7 km fino ad immettersi nel Po, nei pressi di San Nazzaro, frazione di Monticelli d'Ongina.

## Affluenti
Gli affluenti principali del Chiavenna sono i torrenti Chero e Riglio, entrambi posti sulla sinistra orografica, i quali presentano dei bacini con caratteristiche simili a quello del Chiavenna, sia per dimensioni, sia per la forma, stretta e allungata. Entrambi i torrenti hanno la loro foce nel Chiavenna nel tratto di corso in pianura: il Chero nei pressi di Roveleto, mentre il Riglio immediatamente a monte di Caorso.
Ad eccezione di Chero e Riglio, il reticolo idrografico secondario formato dagli affluenti del Chiavenna si presenta, in gran parte, poco sviluppato e composto prevalentemente da corsi d'acqua artificiali, sviluppati perlopiù nella fascia di pianura. L'affluente principale nel tratto montano del corso del Chiavenna è l'Ottesola, breve torrente lungo circa 3 km con andamento da ovest a est.

## Regime idrologico
Il Chiavenna presenta un bacino idrografico stretto e allungato delle dimensioni di 340 km², di cui il 42% in ambito montano, pari allo 0,5% dell'intera estensione del bacino idrografico del fiume Po.
Il regime fluviale è spiccatamente torrentizio e, non di rado, nella stagione estiva il greto si presenta completamente asciutto, eccezion fatta per il tratto terminale del corso d'acqua, che risente del fenomeno del reflusso di acque provenienti dal Po: in questo tratto, durante l'estate il torrente presenta solitamente dei ristagni di acqua proveniente dal Po, con la sostanziale creazione di un ambiente assimilabile a un piccolo lago artificiale.
La portata media nel territorio di Lugagnano, non lontano dalla fonte, calcolata nel periodo 1991-2001, è di 0,14 m³/s, è di 0,63 m³/s nei pressi di Roveleto e di 2,83 m³/s alla foce nel Po.